# Antichloris zernyi
Antichloris zernyi är en fjärilsart som beskrevs av Forster 1949. Antichloris zernyi ingår i släktet Antichloris och familjen björnspinnare. Inga underarter finns listade i Catalogue of Life.